# کینلینگوسور
کینلینگوسور (نام علمی: Qinlingosaurus) نام یک سرده از راسته خزنده‌کفلان است.